# St. Nicolai (Westerland)

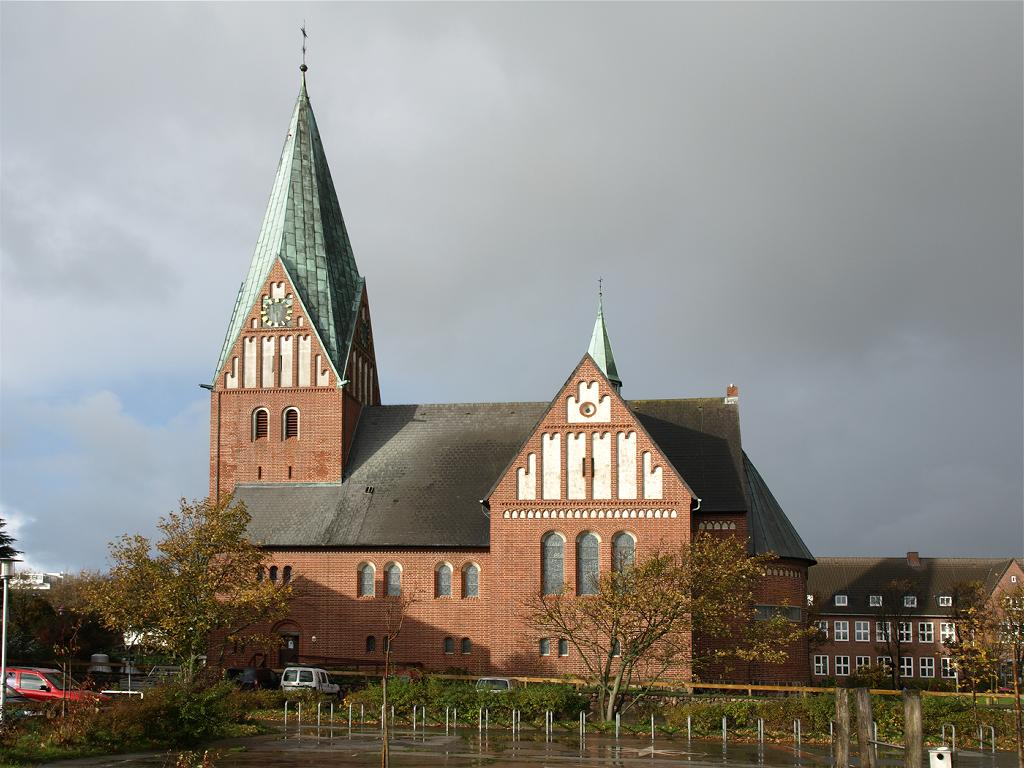
St. Nicolai von Süden

Die Stadtkirche St. Nicolai ist eine evangelisch-lutherische Kirche in Westerland auf Sylt. Sie liegt an der St.-Nicolai-Straße, zwischen den Straßen Maybachstraße und Trift.
Der dreischiffige Backsteinbau ist die größte Kirche auf der Insel. Wegen der rasanten Bevölkerungszunahme um die Wende zum 20. Jahrhundert war die Dorfkirche St. Niels zu klein geworden. Nach Plänen des Architekten Oskar Hossfeld, Geheimer Oberbaurat und Referatsleiter für Kirchenbau im preußischen Ministerium der öffentlichen Arbeiten in Berlin, und unter örtlicher Bauleitung des in Westerland geborenen Architekten Heinrich Bomhoff wurde 1906 mit dem Bau einer größeren Stadtkirche begonnen, 1908 wurde St. Nicolai eingeweiht. Die Kirche erhielt ihren Namen nach Nikolaus von Myra, einem griechischen Bischof aus dem 4. Jahrhundert. Nikolaus von Myra ist der Schutzpatron der Kaufleute und der Seefahrer.

## Bau

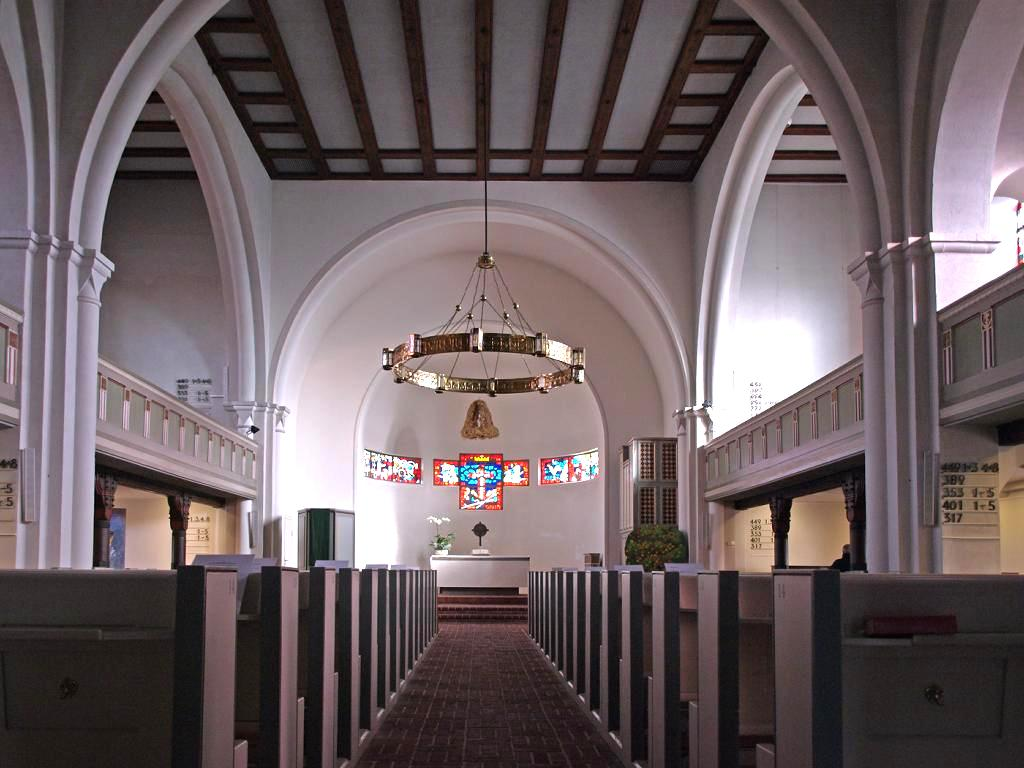
Inneres nach Osten

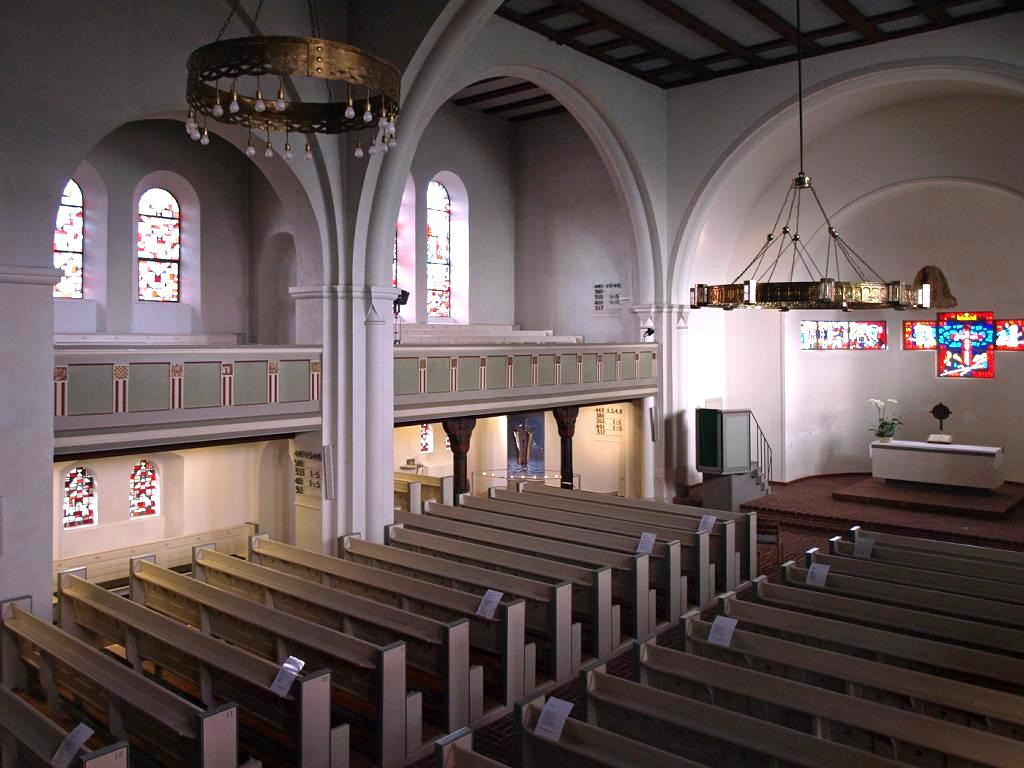
Nördliches Seitenschiff

St. Nicolai ist eine dreischiffige Hallenkirche mit Querschiff, eingezogenem Westturm und halbrunder Apsis. Als Baumaterial wurde Backstein verwendet. Das Langhaus ist schiefergedeckt, der Turm besitzt einen achteckigen kupfergedeckten Helm. Über der Vierung sitzt ein kupfergedeckter Dachreiter auf. Der in der Epoche des Historismus entstandene Bau nimmt Elemente der Romanik auf, wie Rundbögen und Kreuzbogen- und Zahnfriese. Die verputzten Blendarkaden am Turm und an den Giebeln des Querschiffs erinnern an Vorbilder der Backsteingotik.

## Innenraum
Der flach gedeckte Innenraum der Kirche weist umlaufend Emporen auf, die sich z. T. auf hölzerne Säulen stützen. Die Emporen der Nord- und Südwand nehmen die schmalen Seitenschiffe ganz ein. Kleine Bögen trennen das Mittelschiff von den Seitenschiffen und der Westempore. Im Bereich der Vierung stützen vier große Bögen die Decke und gliedern den Innenraum. Der Chorbereich ist sehr kurz und geht in die Apsis mit Halbkuppel über.
Ursprünglich war das Innere nach byzantinischer Art ausgemalt. Die Kanzel und der geschnitzte und gedrechselte Altar waren reich verziert. 1962/1963 wurde der Innenraum umfassend umgestaltet, um ein klareres und strengeres Gesamtbild zu erzielen. Altar und Kanzel mussten weichen, die Wände erhielten einen weißen oder grauen Anstrich. Farbige Elemente beschränkten sich auf die Fenster.

## Ausstattung

### Taufstein
Der romanische Granit-Taufstein aus dem 12./13. Jahrhundert ist das älteste Stück der Ausstattung. Er stammt aus der Kirche des versunkenen Eidum. Der Sockel trägt eine schwach konische Kuppa mit vier Köpfen und Flachreliefs: Hirsch, Fabelwesen, Löwe und Lilie.

### Altarbereich
Über dem schlichten Altar beherrscht ein farbenkräftiges Fensterelement das Halbrund der Apsis. Dargestellt ist die Passion Jesu. Es ist ein Werk des Malers und Bildhauers Siegfried Assmann aus Ahrensburg, das im Zuge der Renovierung von 1962/1963 entstand. Auch das Meditationskreuz auf dem Altar stammt von Assmann.

### Kronleuchter
Die beiden Kronleuchter über dem Mittelgang sind den mittelalterlichen Reifenkronen nachempfunden.

### Emporenschnitzereien
Die umlaufenden Geländer und die Holzstützen der Emporen zeigen kunstvolle Schnitzereien.

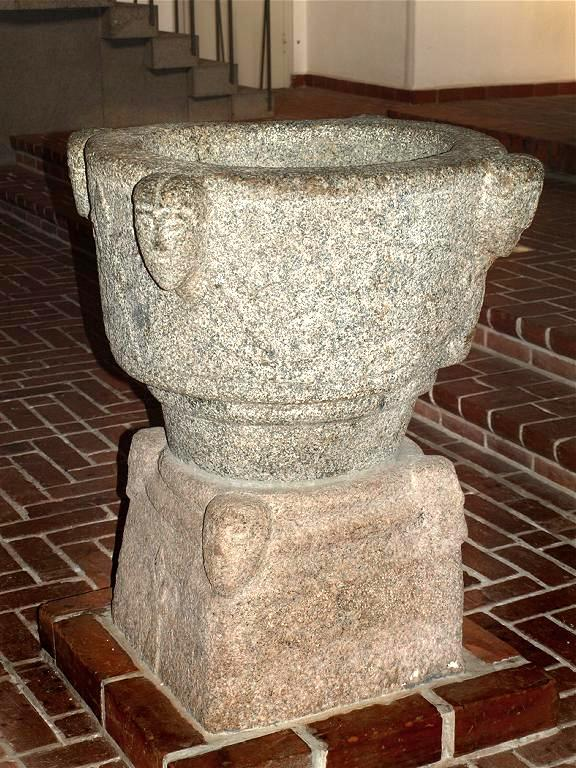
Romanischer Taufstein
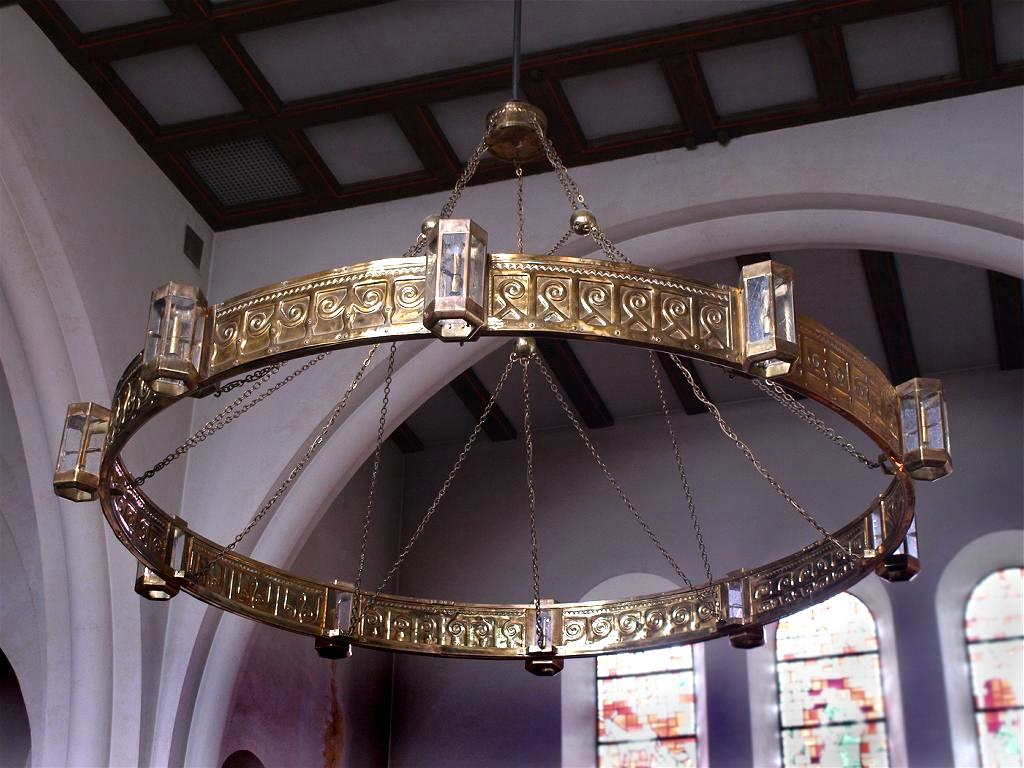
Kronleuchter in der Vierung
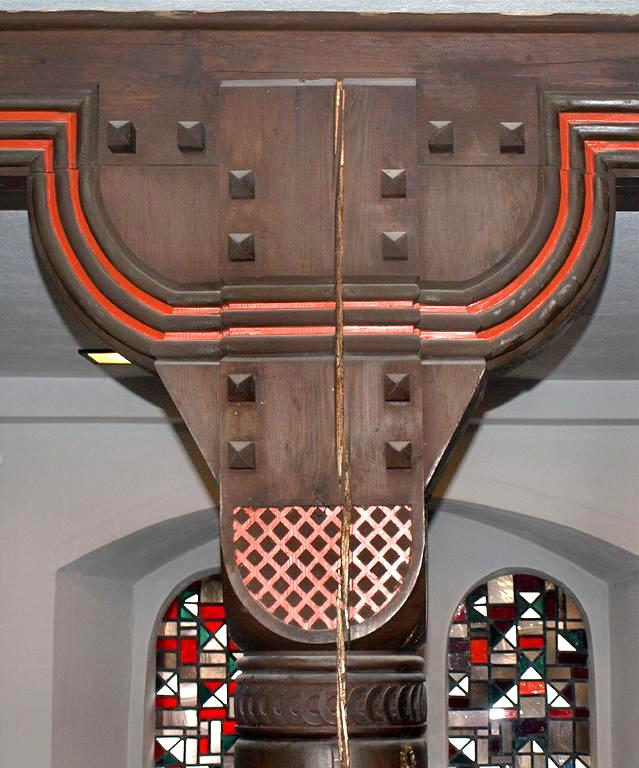
Schnitzwerk an den Holzsäulen

### Orgeln
Die Hauptorgel im Westen wurde 1963 durch ein neues Instrument der Firma Kemper in Lübeck ersetzt. Das Schleifladen-Instrument hat 33 Register auf drei Manualen und Pedal. Die Spieltrakturen sind mechanisch, die Registertrakturen sind elektrisch.
| I Hauptwerk C–g3 |     |
| Quintatön        | 16′ |
| Prinzipal        | 8′  |
| Spitzgedackt     | 8′  |
| Gambe            | 8′  |
| Oktave           | 4′  |
| Gedackt          | 4′  |
| Waldflöte        | 2′  |
| Rauschpfeife II  |     |
| Mixtur IV        |     |
| Trompete         | 8′  |

| II Oberwerk C–g3 |     |
| Rohrflöte        | 8′  |
| Grobflöte        | 4′  |
| Strichflöte      | 4′  |
| Gemshorn         | 2′  |
| Sifflöte         | 1′  |
| Terzian II       |     |
| Scharff IV       |     |
| Dulcian          | 16′ |
| Oboe             | 8′  |
| Tremulant        |     |

| III Brustwerk C–g3 |       |
| Gedackt            | 8′    |
| Rohrflöte          | 4′    |
| Prinzipal          | 2′    |
| Quinte             | 1 ⁄3′ |
| Zimbel II          |       |
| Doppelregal        | 8′    |
| Tremulant          |       |

| Pedalwerk C–f1 |     |
| Subbaß         | 16′ |
| Oktavbaß       | 8′  |
| Gedackt        | 8′  |
| Flöte          | 4′  |
| Nachthorn      | 2′  |
| Rauschwerk V   |     |
| Posaune        | 16′ |
| Clarine        | 4′  |

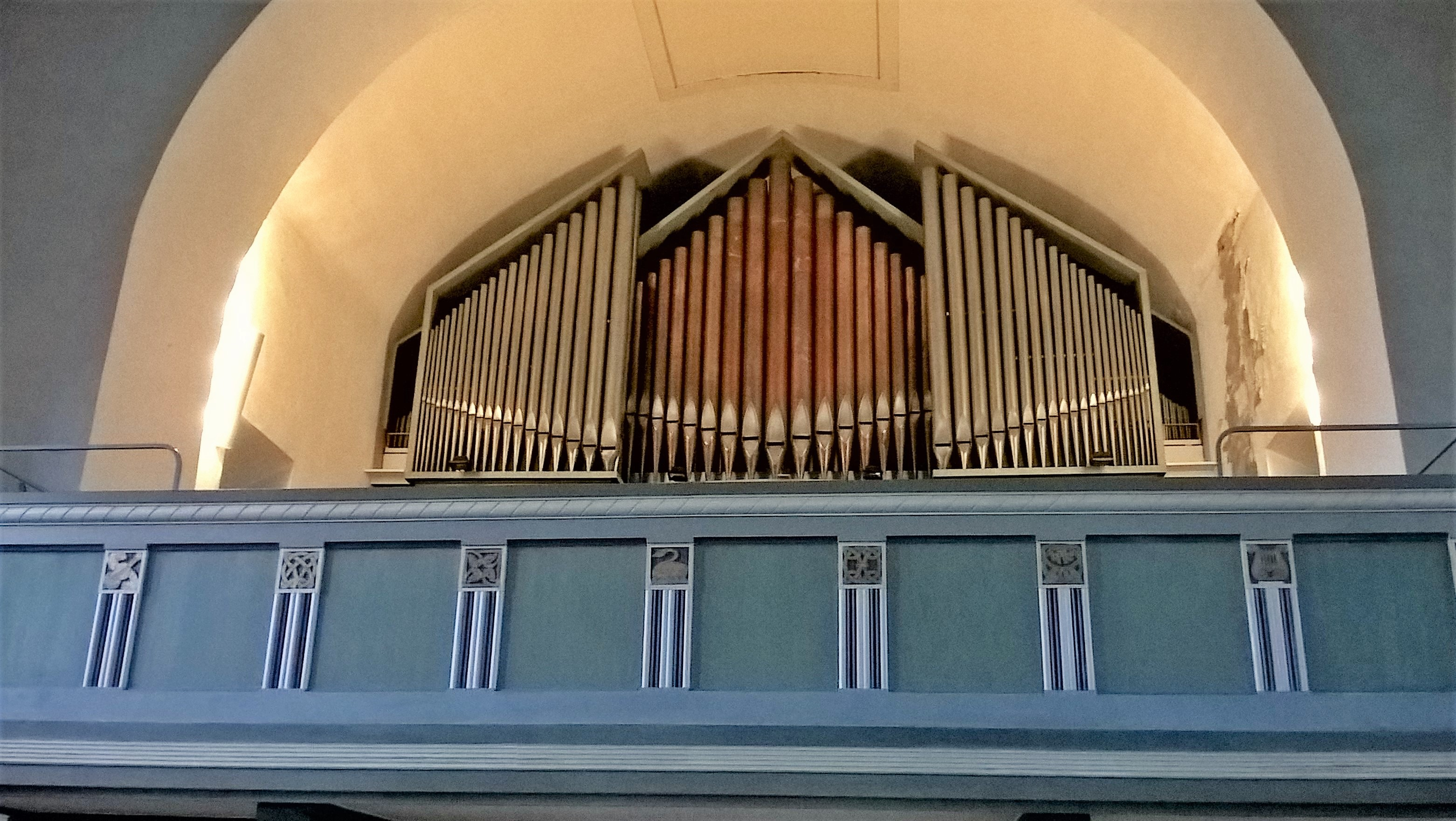
Kemper-Orgel von 1963

Ein Förderverein bemüht sich seit Jahren um Erneuerung des störanfälligen Instruments.
An der Südseite des Chors steht eine weitere kleine Orgel mit sieben Registern, die sog. Chororgel. Sie wurde von der Firma Neuthor in Kiel gebaut und 1989 eingeweiht. Ihre Disposition lautet wie folgt:

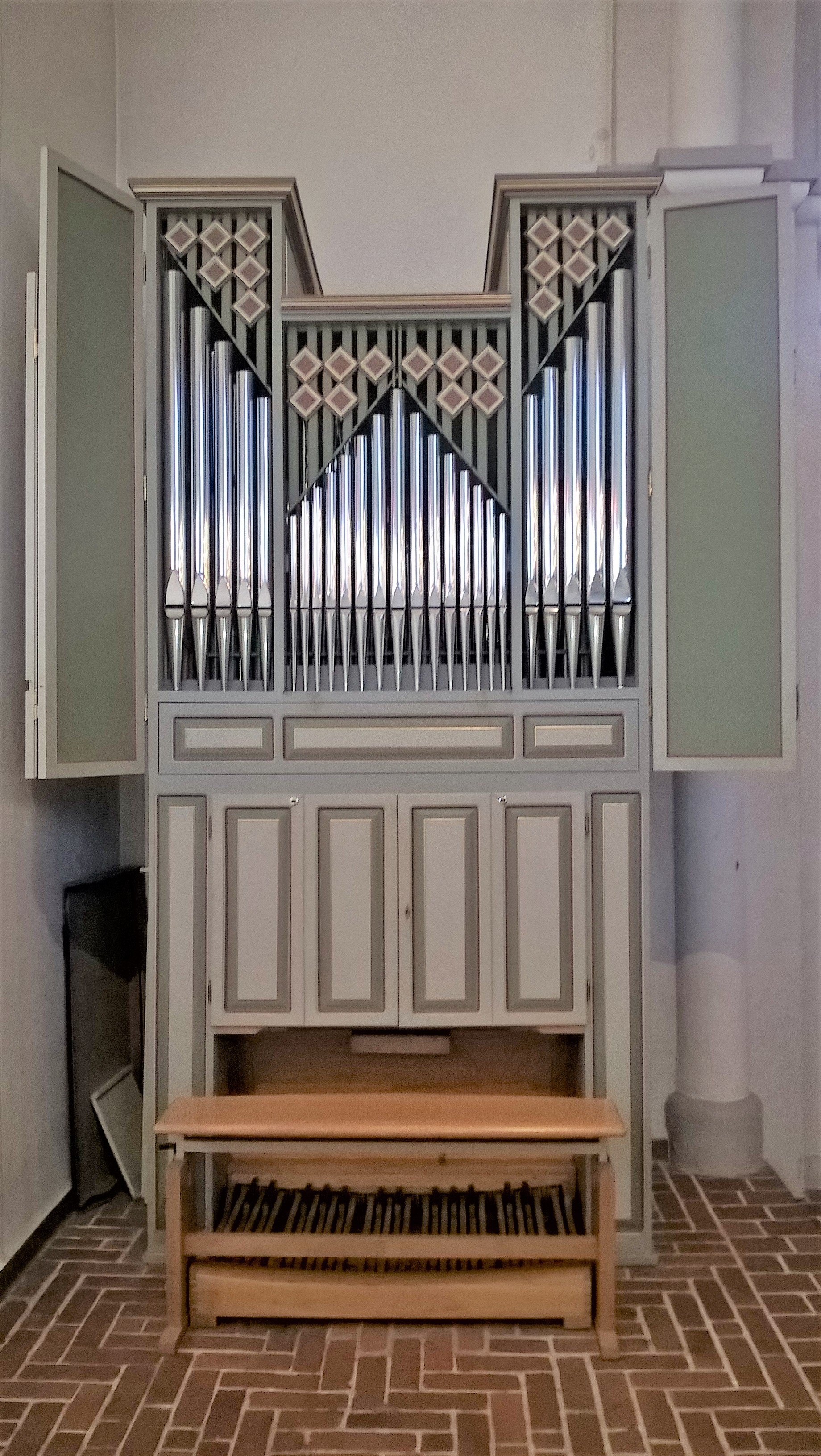
Neuthor-Orgel von 1989

| I Manual C–g3 |    |
| Gedackt       | 8′ |
| Prinzipal     | 4′ |
| Rohrflöte B/D | 4′ |
| Oktave        | 2′ |
| Mixtur III    |    |
| Oboe B/D      | 8′ |
| Tremolo       |    |

| Pedal C–f1 |     |
| Subbass    | 16′ |

- Koppeln: I/P

### Glocken
Ursprünglich hingen im Kirchturm drei Bronzeglocken, von denen 1916 zwei zu Kriegszwecken abgeben werden mussten. 1924 wurden zwei Glocken aus Gussstahl als Ersatz beschafft; nur die kleinste Bronzeglocke war erhalten geblieben. 2003 stellte ein Gutachten starke Schäden an den Stahlglocken fest, worauf Spendengelder gesammelt wurden, um den Guss neuer Glocken zu finanzieren. 2006 konnte dann die Glockengießerei Bachert in Karlsruhe vier neue Bronzeglocken (Schlagtöne e – g – a – c) gießen.